# Фазекаш Цур, Кристина
Кристина Фазекаш-Цур (венг. Krisztina Fazekas-Zur; 1 августа 1980, Будапешт) — венгерская гребчиха-байдарочница, выступает за сборную Венгрии с 2001 года. Чемпионка летних Олимпийских игр в Лондоне, семикратная чемпионка мира, шестикратная чемпионка Европы, победительница многих регат национального и международного значения. В сезоне 2011 года также выступала за сборную США.

## Биография
Кристина Фазекаш родилась 1 августа 1980 года в Будапеште.
Первого серьёзного успеха на взрослом международном уровне добилась в 2001 году, когда попала в основной состав венгерской национальной сборной и побывала на чемпионате Европы в Милане, откуда привезла награды бронзового и золотого достоинства, выигранные в зачёте двухместных байдарок на дистанции 1000 метров и в зачёте четырёхместных байдарок на дистанции 200 метров соответственно. Кроме того, одержала победу на чемпионате мира в польской Познани, став лучшей среди четвёрок на двухстах метрах. В следующем сезоне на мировом первенстве в испанской Севилье была третьей в километровой программе четвёрок, затем в следующем сезоне на чемпионате мира в американском Гейнсвилле в той же дисциплине заняла первое место.
В 2006 году на домашнем чемпионате мира в Сегеде Фазекаш победила в километровой гонке байдарок-четвёрок. Год спустя на мировом первенстве в немецком Дуйсбурге трижды поднималась на пьедестал почёта, в том числе взяла серебро в четвёрках на двухстах и пятистах метрах, а также золото на тысяче. Ещё через два года на аналогичных соревнованиях в канадском Дартмуте добавила в послужной список серебряные медали, полученные в эстафете 4 × 200 м и в программе четырёхместных экипажей на дистанции 200 метров.
Кристина Фазекаш вышла замуж за американского байдарочника израильского происхождения Рами Цура, который стал её тренером, и переехала на постоянное жительство в Калифорнию. На чемпионате мира 2011 года в Сегеде представляла США, выиграла серебряную медаль в одиночном разряде километровой дисциплины, однако вскоре вернулась в Венгрию и на дальнейших соревнованиях снова выступала за свою родную страну.
Благодаря череде удачных выступлений удостоилась права защищать честь страны на летних Олимпийских играх 2012 года в Лондоне — в составе четырёхместного экипажа, куда также вошли гребчихи Габриэлла Сабо, Данута Козак и Каталин Ковач, на дистанции 500 метров обогнала всех своих соперниц и завоевала тем самым золотую медаль.
После лондонской Олимпиады Фазекаш Цур осталась в основном составе гребной команды Венгрии и продолжила принимать участие в крупнейших международных регатах. Так, в 2013 году на чемпионате мира в Дуйсбурге она одержала победу во всех трёх дисциплинах, в которых принимала участие: в эстафете, в двойках на тысяче метрах и в четвёрках на пятистах метрах. В сезоне 2015 года на мировом первенстве в Милане получила серебряную награду в полукилометровой гонке четырёхместных экипажей.